# Verbo deponente
Los verbos deponentes son los usados en latín con significado en voz activa pero que se conjugan en voz pasiva. Así, a pesar de que tengan forma pasiva, si son transitivos pueden llevar complemento directo.
En conclusión, los verbos deponentes son aquellos verbos que están escritos en voz pasiva, pero se traducen en voz activa. La existencia de verbos deponentes es un rastro de ergatividad, que también se da en otras lenguas nominativo-acusativas.
Algunos ejemplos de verbos deponentes son:
| 1.ª persona singular, Presente, Indicativo, Voz Pasiva | 2ªsg Pres.I.VP | Infinitivo | 1ªsg Pret.Perf.I.VP |                         | Español                  |
| ------------------------------------------------------ | -------------- | ---------- | ------------------- | ----------------------- | ------------------------ |
| arbitror                                               | arbitraris     | arbitrari  | arbitratus sum      | arbitratum (Transitivo) | Creer, decidir           |
| conor                                                  | conaris        | conari     | conatus sum         | conatum (Transitivo)    | Intentar                 |
| gradior                                                | gradieris      | gradi      | gressus sum         | gessum (Intransitivo)   | Dirigirse, irse, marchar |
| loquor                                                 | loqueris       | loqui      | locutus sum         | locutum (Transitivo)    | Hablar                   |
| morior                                                 | morieris       | mori       | mortuus sum         | mortuum (Intransitivo)  | Morir                    |
| nascor                                                 | nasceris       | nasci      | natus sum           | natum (Intransitivo)    | Nacer                    |
| sequor                                                 | sequeris       | sequi      | secutus sum         | secutum (Transitivo)    | Seguir                   |

También podemos encontrar verbos semideponentes y verbos deponentes pasivos. 